# Nguyễn Ảnh Thủ
Nguyễn Ảnh Thủ (1821-1871) là một thủ lĩnh nghĩa quân chống Pháp trong phong trào Cần Vương. Ông xuất thân trong một gia đình giàu có tại làng Tân Sơn Nhì, Bà Quẹo, huyện Tân Bình, tỉnh Gia Định (nay là quận Tân Phú, thành phố Hồ Chí Minh). Hưởng ứng phong trào Cần vương, dưới cờ nghĩa quân Trương Định, ngày 29 tháng 6 năm 1871 (nhằm ngày 11 tháng 5 năm Tân Mùi) Nguyễn Ảnh Thủ phát động khởi nghĩa. Nghĩa quân của ông đánh chiếm làng Bà Điểm, tiến đánh đồn Thuận Kiều, giết chết trưởng đồn Lepazsuie. Khi quân Pháp tấn công tái chiếm các vùng do nghĩa quân kiểm soát, ông tử trận.

## Tiểu sử
Nguyễn Ảnh thủ vốn là một bộ tướng của Trương Định, sau khi Pháp tiến đánh đại đồn Chí Hòa. Nguyễn Ảnh Thủ lập kế trá hàng, ra làm thôn trưởng Tân Thới Nhì đồng thời âm thâm chiêu mộ nghĩa quân để chờ ngày khởi nghĩa. Ông thu thuế nhưng không nộp cho Pháp mà dùng để nuôi nghĩa quân. Việc bị bại lộ, ông phải chạy về Bình Lý, Mây Tàu, rồi xuống vùng Gò Công — Mỹ Tho hoạt động.
Đến năm 1863 Nguyễn Ảnh Thủ trở về chuân bị khởi nghĩa thì bị Pháp bắt. Chúng kết án ông 5 năm tù. Năm 1868 được trả tự do, ông đưa gia đình lên Tân Hưng, bản thân ông cùng các con lên vùng Mây Tàu để chiêu mộ nghĩa quân. Ngày 29 tháng 6 năm 1871 (nhằm ngày 11 tháng 5 năm Tân  Mùi) Nguyễn Ảnh Thủ phất cờ khởi nghĩa, nghĩa quân đánh chiếm làng Bà Điểm, thừa thắng tiến đánh đồn Thuận Kiều, giết chết tên trưởng đồn Lepazsuie cùng nhiều binh lính giặc. Nhưng thủ lĩnh Nguyễn Ảnh Thủ đã anh dũng hy sinh trong khi chiến đấu.
Để tưởng nhớ công ơn và tâm lòng vì nước quên thân của ông, nhân dân đã lập đến thờ ông ở hai nơi: một ở sát đồn Thuận Kiêu. hướng Gò Công — nơi ông hy sinh, một ở âp Tân Hưng nay là âp Hàng Sao, phường Đông Hưng Thuận. Đến năm 1890 nhân dân lập một đến thờ tại tổ 60, khu phố 5, phường Tân Thới Nhất, quận 12 ngày nay.
Ngày 18/8/2011, Đền Nguyễn Ảnh Thủ đã được UBND thành phố công nhận là Di tích lịch sử cấp thành phố (theo Quyết định số 3948/QĐ - UBND).

## Đền thờ
Đền thờ Nguyễn Ảnh Thủ tại Phường Tân Thới Nhất, quận 12, Thành phố Hồ Chí Minh được nhân dân lập để tưởng nhớ Nguyễn Ảnh Thủ sau khi ông qua đời. Đền thờ Nguyễn Ảnh Thủ được Công nhận Di tích Lịch sử Văn hóa cấp Thành phố theo Quyết định số 3948/QĐ-UBND ngày 18/8/2011 của Ủy ban nhân dân Thành phố.
Trong thời kỳ Tiền khởi nghĩa, Đền thờ Nguyễn Anh Thủ là nơi hội họp của các tổ chức bí mật tại địa phương. Cuối tháng 9 năm 1945 thực dân Pháp quay lại xâm lược nước ta. Trước tình hình đó, các đồng chí trong tổ chức Việt Minh đã vận động Ban trị sự đền thờ Nguyễn Anh Thủ phá bỏ một số công trình để thu hẹp diện tích của đền nhằm phá vỡ kế hoạch đóng quân của Pháp. Tháng 10 năm 1945 đền Nguyễn Anh Thủ được chọn làm nơi tập trung các đội cảm tử quân, tự vệ của Tân Thới Nhất chuẩn bị chiến đấu tại mặt trận này. Đền cũng là nơi thu gom đồng do nhân dân đóng góp để đúc súng, đạn phục vụ kháng chiến
Trong kháng chiến chống Mỹ, Đền thờ Nguyễn Ảnh Thủ là trạm liên lạc, địa điểm hội họp bí mật của bộ đội. Vì vậy Đền nhiều lần bị Mỹ Ngụy càn quét. Chúng từng đưa nhiều tiểu đoàn lính về đóng ngay trong Đền và khu vực xung quanh. Trong cuộc tổng tiến công Mậu Thân 1968, một nhóm biệt động đặc công thuộc Tiểu đoàn 12 được cử về Tân Thới Nhất làm công tác điều nghiên chuẩn bị tấn công sân bay Tân Sơn Nhất trong đợt 2 Mậu Thân. Nhóm trinh sát này được quần chúng xung quanh Đền Nguyễn Ảnh Thủ nuôi giấu.
Năm 1975, để chuẩn bị cho Tổng tiến công và nổi dậy mùa xuân năm 1975, một nhóm trinh sát về bí mật đóng quân ở Tân Thới Nhất. Lúc này phía sau Đền thờ có một hòm thư bí mật, hàng ngày người dân địa phương giúp trao đổi thông tin liên lạc, đem lương thực giấu ở phía sau Đền để nuôi bộ đội.